# Sellos postales e historia postal de las islas Gilbert y Ellice

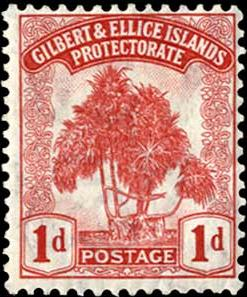
Sello de las islas de 1911.

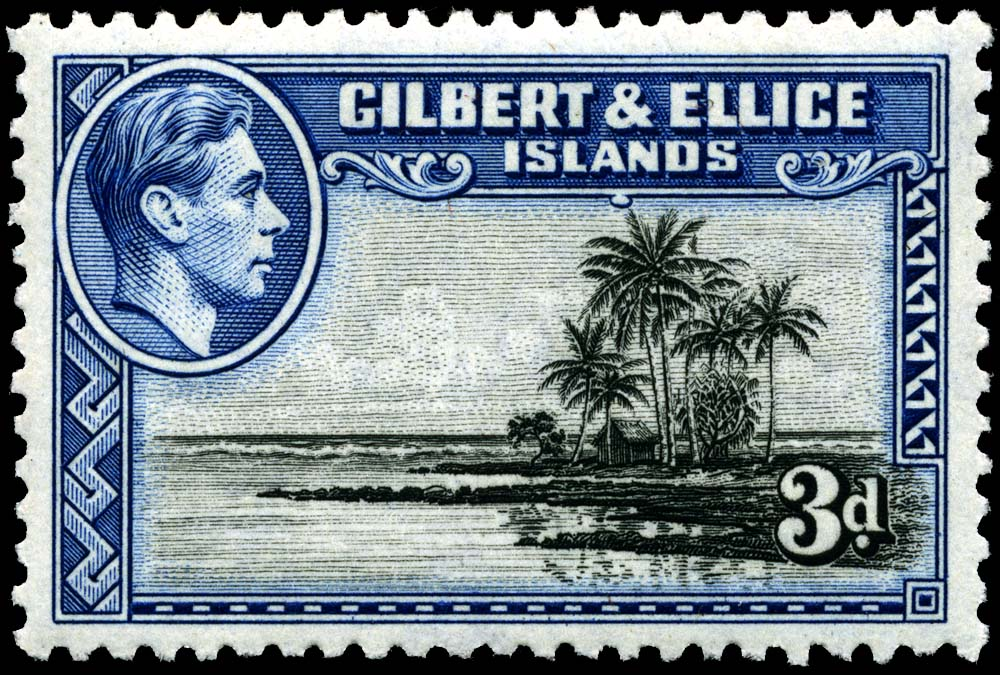
Valor de 3 peniques que muestra una escena de la isla, 1939.

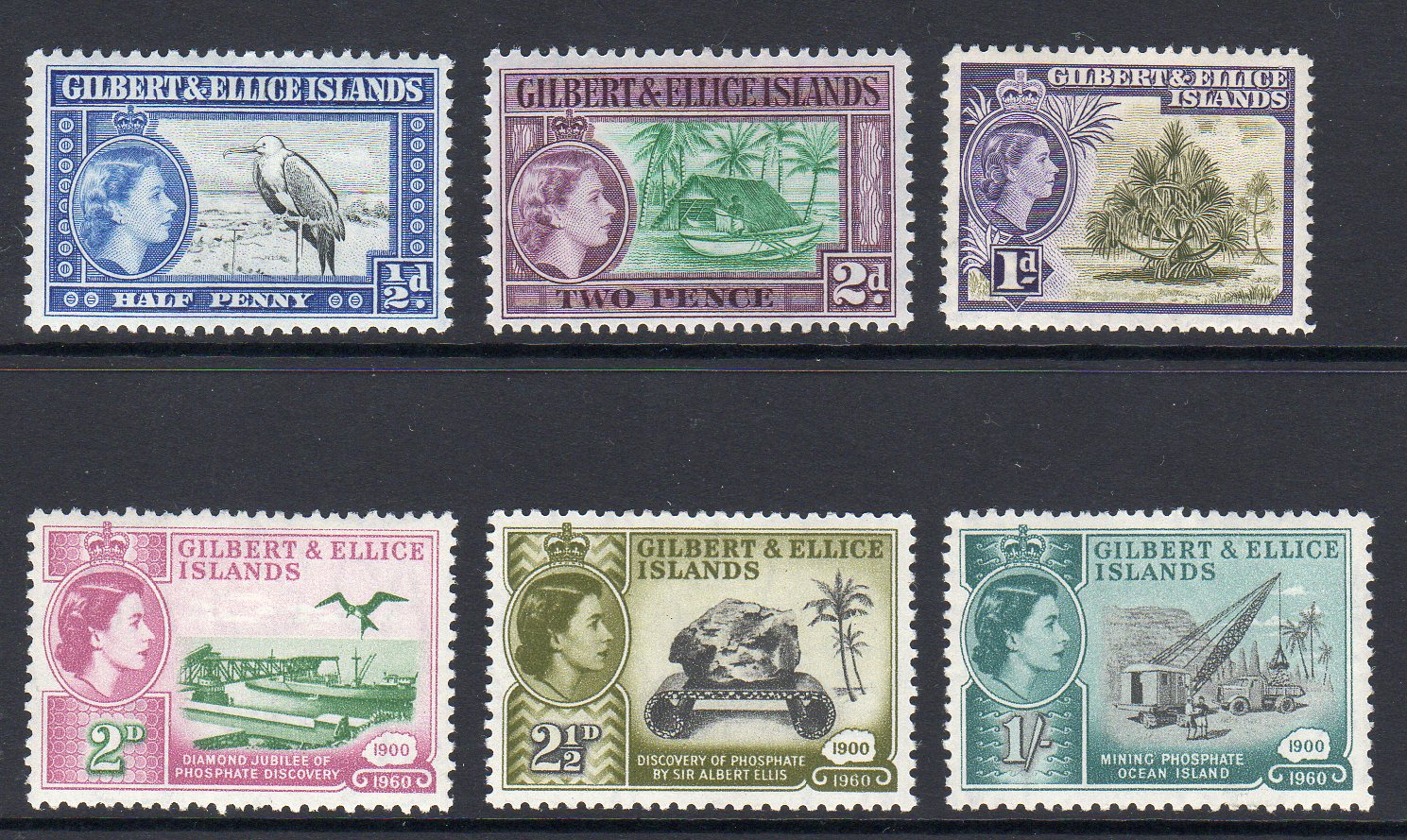
Sellos de las islas Gilbert y Ellice de 1956.

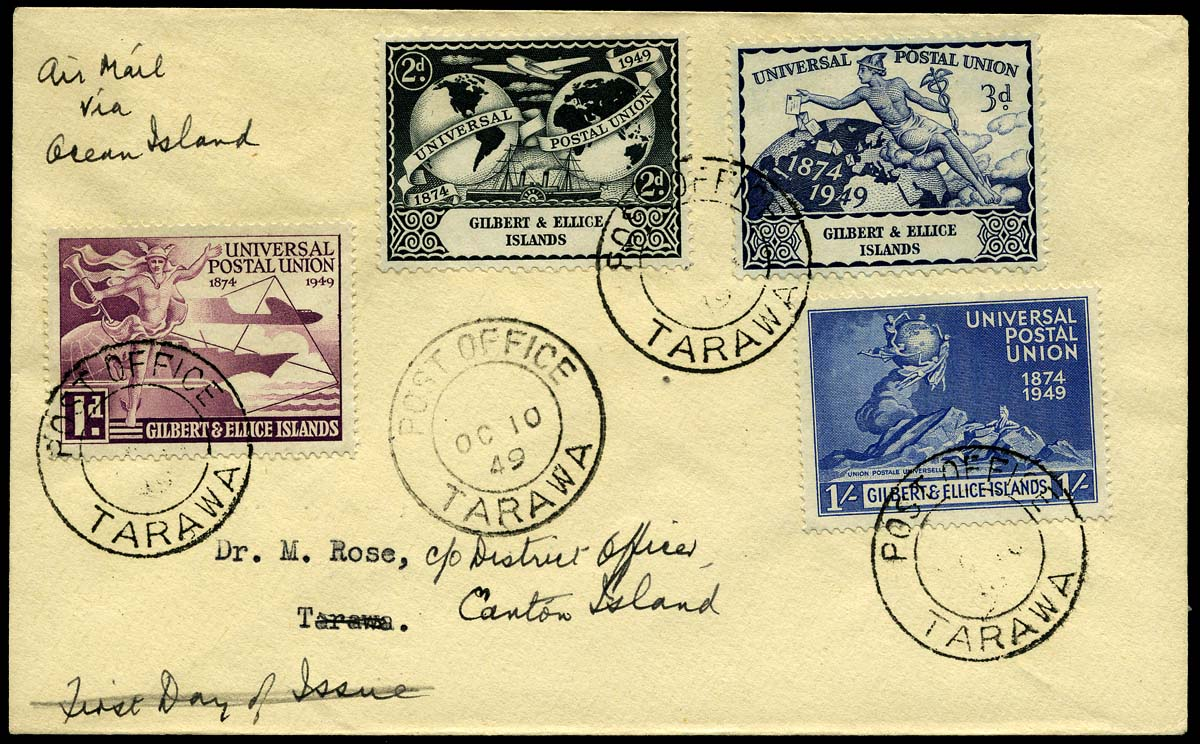
Un sobre de primer día franqueado con los cuatro sellos de la UPU de 1949.

El primer servicio de correo a las islas Gilbert y Ellice fue ad hoc, dependiendo de qué barcos estaban llamando a las distintas islas. Un servicio regular comenzó en 1911; Los sellos postales Eduardo VII de Fiyi fueron sobreimpresos en GILBERT & ELLICE / PROTECTORATE y se pusieron a la venta el 1 de enero de ese año, seguidos en marzo por un conjunto de cuatro sellos que representan a un árbol Pandanus, inscrito en GILBERT & ELLICE ISLANDS / PROTECTORADO. 

## Jorge V y Jorge VI
Estos fueron seguidos en 1912 por los sellos Jorge V del tipo común, inscritos en GILBERT & ELLICE ISLANDS. A partir del 14 de enero de 1939 salió una nueva serie definitiva, con un escenario local y un perfil de Jorge VI. Estos fueron actualizados en 1956 con un perfil de  Isabel II.

## Reina Isabel II
Un conjunto de cuatro sellos del 1 de mayo de 1960 conmemoró el 60 aniversario del descubrimiento de fosfato en la isla Ocean. La serie definitiva de 1965 mostraba las actividades diarias de los nativos, pero una conversión de moneda decimal requirió recargos en 1966 y una reedición de los sellos en 1968. La colonia emitió alrededor de 10 a 15 sellos por año a partir de entonces, generalmente en juegos de cuatro, hasta el finales de 1975.

## Establecimiento en Kiribati y Tuvalu
En 1976, las islas se convirtieron en dos colonias separadas y posteriormente independientes como Kiribati y Tuvalu.
Las Islas Gilbert emitieron sellos con ese nombre antes de alcanzar la independencia el 12 de julio de 1979 como República de Kiribati. Los primeros sellos de Kiribati fueron una pareja emitida el 19 de noviembre de 1979 para marcar la independencia del país.
La Oficina Filatélica de Tuvalu se estableció el 1 de enero de 1976, que fue el día en que se disolvió la colonia de las islas Gilbert y Ellice y se estableció Tuvalu como una dependencia británica separada. La primera emisión de sellos fue un conjunto de sellos definitivos sobreimpresos definitivos, y un conjunto conmemorativo de tres sellos. Los primeros dispositivos de cancelación de estampillas se pusieron en uso el mismo día.